# Lampaul-Guimiliau
Lampaul-Guimiliau is een gemeente in het Franse departement Finistère , in de regio Bretagne. De plaats maakt deel uit van het arrondissement Morlaix. Lampaul-Guimiliau telde op 1 januari 2022 2.004 inwoners.

## Geografie
De oppervlakte van Lampaul-Guimiliau bedroeg op 1 januari 2022 17,48 vierkante kilometer; de bevolkingsdichtheid was toen 114,6 inwoners per km².

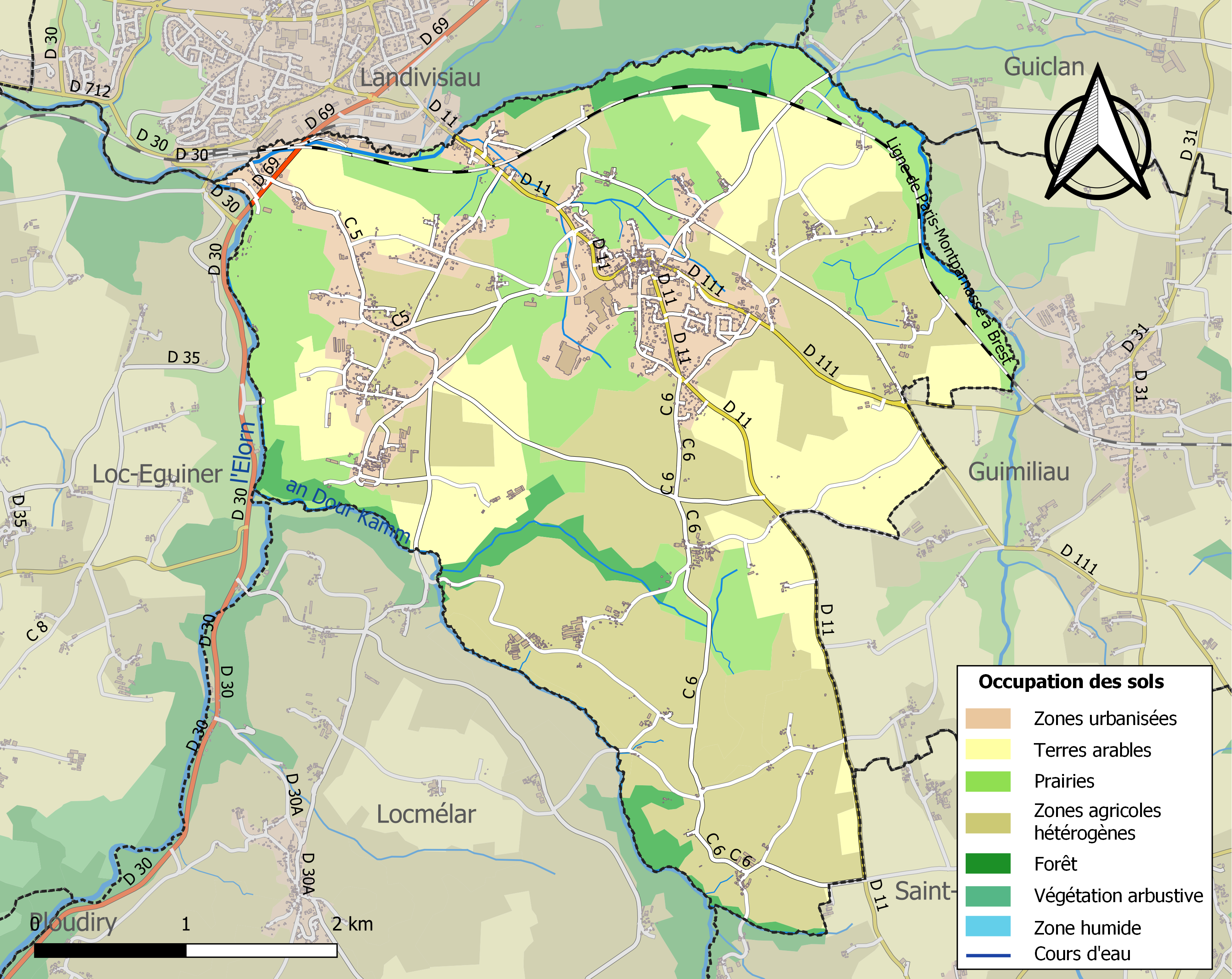
Kaart van de gemeente met belangrijkste infrastructuur, bodemgebruik en omliggende gemeenten

## Demografie
Onderstaande figuur toont het verloop van het inwonertal (bron: INSEE-tellingen).

## Afbeeldingen

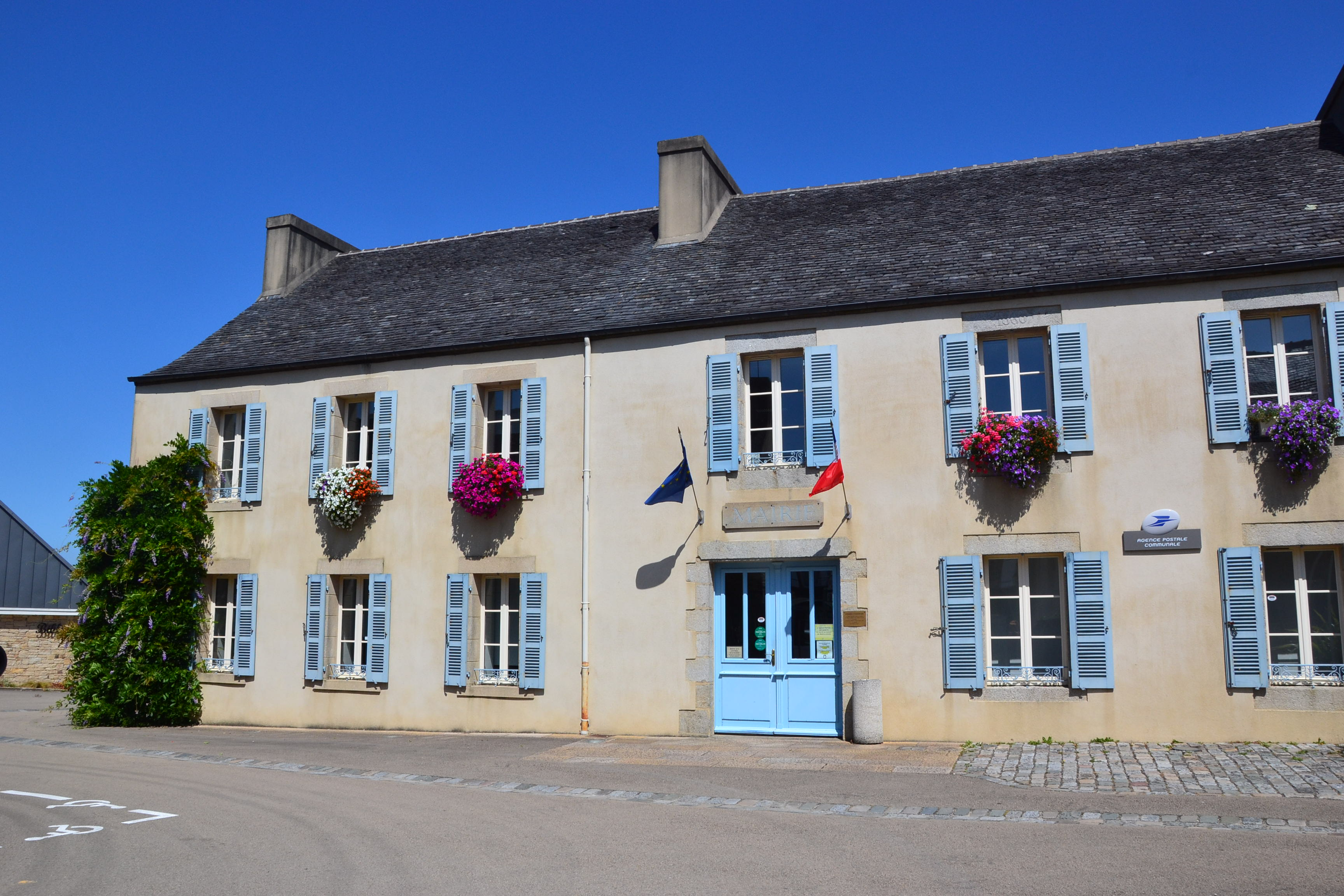
Gemeentehuis
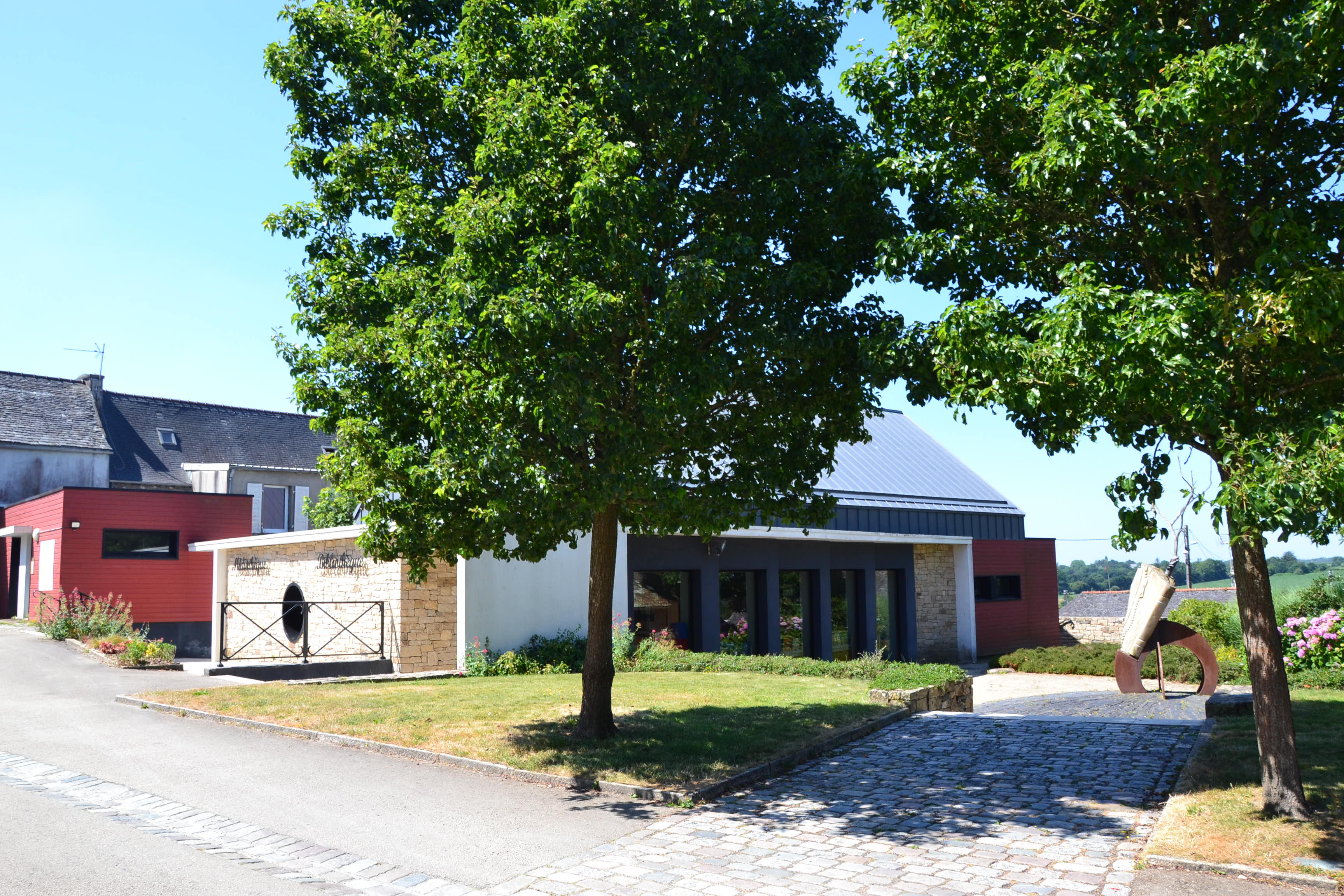
Bibliotheek